# Sipos József (prépost-kanonok)
Sipos József, Siposs (1794 körül – Debrecen, 1837. június 5.) teológiai doktor, prépost-kanonok.

## Életútja
1828–tól 1837-ig a nagyváradi királyi akadémia aligazgatója volt; címzetes, később valóságos kanonok. 1837-ben kispréposttá és debreceni plébánossá neveztetvén, aligazgatói tisztétől végképp megvált. Halálát szárazbetegség okozta.

## Munkái
- Ode, quam summis honoribus Dni. Josephi Vurum, dum cuncta moderantis Dei nutu, a gubernaculis ecclesiae Alba-Regalensis ad regimen ecclesiae Magno-Varadinensis vocatus; urbem laetis auspiciis ovans ingreditur viri pii, ... clerus Magno-Varadinensis dicat. Magno-Varadini, 1822
- Az egyháziak érdemei az emberiségről, és a mai hivatalosok hálátlansága azok eránt, egy egyházi beszédben megvilágosítva, melly mélt. tiszt. Hallerkői Gróf Haller Ferencz urnak ... első szent áldozatja alkalmával tartatott Nagy-Váradon a B. Asszony székes templomában, pünkösd után a XIX-dik vasárnapon, az 1828-dik eszt. Uo.
- Számkönyv. Uo. 1829